# Plectris atubana
Plectris atubana är en skalbaggsart som beskrevs av Frey 1972. Plectris atubana ingår i släktet Plectris och familjen Melolonthidae. Inga underarter finns listade i Catalogue of Life.